# Benedetto Naro
Benedetto Naro (26 de julio de 1744 - 6 de septiembre de 1832) fue un cardenal de la Iglesia católica.

## Biografía
Nació el 26 de julio de 1744. En 1814 sirvió como mayordomo del papa Pío VII. Lo creó cardenal el 8 de marzo de 1816 con el título de San Clemente. Más tarde, en 1824, el papa León XII lo nombró arcipreste de la basílica de Santa María la Mayor.
Naro participó los cónclaves de 1823, 1829 y 1830-31. Murió un año después de la elección de Gregorio XVI a la edad de 88 años y fue enterrado en la iglesia de San Clemente, después de haber sido presentado en San Marcello.